# Utricularia spiralis
Utricularia spiralis — вид рослин із родини пухирникових (Lentibulariaceae).

## Біоморфологічна характеристика
Ризоїди і столони капілярні, численні. Листки нечисленні, зазвичай зникають у час цвітіння, на столонах супротивні, лінійні, до 5 см × 2.5 мм, 1–3-жилкові. Пастки численні, кулясті, на коротких ніжках, залозисті, 0.6–1.0 мм; верхня губа з 2 простими шилоподібними придатками. Суцвіття прямовисні, чи зазвичай скручені, 5–50 см заввишки; стеблина ниткоподібна, гола; квіток 1–15, зазвичай віддалених. Частки чашечки нерівні, від яйцюватих до вузько яйцюватих, верхівка верхньої — гостра, нижньої — дрібнозубчаста. Віночок зазвичай фіолетовий з темно-синьою, зеленуватою, жовтою чи білою плямою в зіві, рідше повністю жовтий чи білий, 5–30 мм завдовжки; верхня губа від вузько довгастої до круглої; нижня губа округла; піднебіння підняте; шпора зазвичай вигнута, гостра чи рідко тупа. Коробочка вузько яйцювата. Насіння численне, кулясте, 0.2–0.3 мм у діаметрі.

## Середовище проживання
Вид поширений у тропічній Африці (Гвінея, Сьєрра-Леоне, Ліберія, Кот-д'Івуар, Чад, Габон, ДР Конго [Заїр], Бурунді, Танзанія, Малаві, Замбія, Ангола, Центральноафриканська Республіка, Малі, Сенегал, Буркіна-Фасо, Бенін).
Цей наземний вид зазвичай росте на болотах і болотистих місцевостях.

## Використання
Вид культивується невеликою кількістю ентузіастів роду. Торгівля незначна.